# Begonia fagifolia
Espèce
Synonymes
- Wageneria fagifolia (Fisch.) Klotzsch[1]

Begonia fagifolia est une espèce de plantes de la famille des Begoniaceae.
L'espèce fait partie de la section Wageneria.
Elle a été décrite en 1836 par Friedrich Ernst Ludwig von Fischer (1782-1854).

## Répartition géographique
Cette espèce est originaire du pays suivant : Brésil.